# Thladiantha pustulata
Thladiantha pustulata là một loài thực vật có hoa trong họ Cucurbitaceae. Loài này được (H. Lév.) C. Jeffrey ex A.M. Lu & Zhi Y. Zhang miêu tả khoa học đầu tiên năm 1981.